# Anchoscelis
Anchoscelis là một chi bướm đêm thuộc họ Noctuidae.